# Maliattha vialis
Maliattha vialis är en fjärilsart som beskrevs av Moore 1882. Maliattha vialis ingår i släktet Maliattha och familjen nattflyn. Inga underarter finns listade i Catalogue of Life.